# Хакимов, Оразберды
Орезберды Хакимов (1902-1945) — Гвардии майор Рабоче-крестьянской Красной Армии, участник Великой Отечественной войны, Герой Советского Союза (1945).

## Биография
Оразберды Хакимов родился 11 апреля 1902 года в ауле Хярман-Геокча (ныне — Гёкдепинский этрап Ахалского велаята Туркмении). После окончания начальной школы работал в сельском хозяйстве. В 1918 году Хакимов пошёл на службу в Рабоче-крестьянскую Красную Армию. Участвовал в боях с басмаческими формированиями. В 1932 году Хакимов окончил курсы командиров взводов, в 1936 году — курсы политруков. С октября 1941 года — на фронтах Великой Отечественной войны. В боях три раза был ранен.
К январю 1945 года гвардии майор Оразберды Хакимов был заместителем командира 36-го гвардейского стрелкового полка 14-й гвардейской стрелковой дивизии 33-го гвардейского стрелкового корпуса 5-й гвардейской армии 1-го Украинского фронта. Отличился во время освобождения Польши. 19 января 1945 года Хакимов принял на себя руководство действиями одного из полковых батальонов и разгромил противника в районе населённого пункта Домбрувка. 22 января 1945 года он одним из первых переправился через Одер в районе населённого пункта Эйхенрид (ныне Голчовице, гмина Левин-Бжеский, Бжегский повят, Опольское воеводство, Польша)  к северо-западу от Оппельна и принял активное участие в боях за захват и удержание плацдарма на его западном берегу. 23 января 1945 года Хакимов погиб в бою. Похоронен в городе Кендзежин-Козле Кендзежинско-Козельского повята Опольского воеводства Республики Польша.

## Награды
Указом Президиума Верховного Совета СССР от 27 июня 1945 года за «образцовое выполнение боевых заданий командования на фронте борьбы с немецкими захватчиками и проявленные при этом мужество и героизм» гвардии майор Оразберды Хакимов посмертно был удостоен высокого звания Героя Советского Союза. Также был награждён двумя орденами Ленина, орденами Красного Знамени и Красной Звезды, медалью.

## Память
Бюст Хакимова установлен в Гёкдепе.